# Yoan Moncada
Pour les articles homonymes, voir Moncada.
Yoan Moncada (né le 27 mai 1995 à Abreus, Cuba) est un joueur de champ intérieur des White Sox de Chicago de la Ligue majeure de baseball.

## Carrière
Yoan Moncada est remarqué en octobre 2010 aux championnats de baseball U16 de la Confédération panaméricaine (COPABE) au Mexique. En août 2011, il est le joueur de troisième but étoile du Championnat du monde de baseball U16 également disputé au Mexique, alors qu'il maintient d'excellentes moyennes au bâton (,417), de présence sur les buts (,563) et de puissance (,643) dans les 7 matchs du tournoi.
À 16 ans, il est le meilleur frappeur du championnat national U16 à Cuba, alors qu'il effectue 158 passages au bâton et mène la ligue pour la moyenne au bâton (,500), la moyenne de présence sur les buts (,643), la moyenne de puissance (,918), les circuits (8) et les buts-sur-balles (37).
À l'âge de 17 ans, il fait ses débuts avec les Elefantes de Cienfuegos de la Serie Nacional cubaine, lors de la saison 2012-2013. Lors du match des étoiles de cette compétition, il remporte le titre du plus rapide coureur lors d'un concours d'habileté présenté en marge de l'événement. En deux saisons, la moyenne au bâton de Moncada s'élève à ,277 pour Cienfuegos.
Moncada s'aligne avec l'équipe de Cuba au tournoi World Port de 2013 aux Pays-Bas.

### Red Sox de Boston
En 2014, Yoan Moncada quitte Cuba dans l'espoir de poursuivre une carrière en Amérique du Nord dans les Ligues majeures de baseball. Il est décrit comme « le meilleur joueur adolescent » à quitter Cuba depuis Jorge Soler. Frappeur ambidextre, il est pressenti comme futur joueur d'arrêt-court au plus haut niveau et attire les comparaisons avec un autre de ses compatriotes, Yasiel Puig. Il signe le 12 mars 2015 un contrat des ligues mineures avec les Red Sox de Boston. Le joueur de 19 ans perçoit une prime à la signature record de 31,5 millions de dollars,, mais il en coûte 63 millions de dollars aux Red Sox pour le mettre sous contrat, puisqu'ils doivent payer une taxe de 100 pour cent pour avoir dépassé la somme qu'il leur était permis de dépenser sans pénalité pour des joueurs « internationaux »,. De plus, la Ligue majeure de baseball sévit en juillet 2016 contre les Red Sox pour de « multiples violations » des règles d'embauche des agents libres dits « internationaux » : après n'avoir pu dépenser que 300 000 dollars au total durant la période de signatures des joueurs internationaux qui suit la mise sous contrat de Moncada, Boston se voit interdire par la ligue l'embauche d'agents libres internationaux jusqu'en juillet 2017, et cinq joueurs internationaux récemment mis sous contrat par le club sont déclarés agents libres à nouveau.
Yoan Moncada fait ses débuts dans le baseball majeur avec Boston le 2 septembre 2016 et joue 8 parties en fin d'année, réussissant 4 coups sûrs. Il joue 5 matchs comme joueur de troisième but et les 3 autres en tant que frappeur désigné.
Avant la saison 2016, Moncada est considéré par Baseball America comme le 3e meilleur joueur d'avenir du baseball après Corey Seager des Dodgers de Los Angeles et Byron Buxton des Twins du Minnesota, et il passe au 2e rang du classement annuel au début 2017, devancé seulement par Andrew Benintendi des Red Sox.

### White Sox de Chicago
Le 6 décembre 2016, les Red Sox de Boston font l'acquisition du lanceur gaucher étoile Chris Sale des White Sox de Chicago et, en échange, leur cèdent quatre joueurs de ligues mineures : Yoan Moncada, les lanceurs droitiers Michael Kopech et Victor Diaz, et le voltigeur Luis Alexander Basabe.
Il fait ses débuts à Chicago le 19 juillet 2017 lors d'un match interligue contre les Dodgers de Los Angeles.